# Molnár-sziget
A Molnár-sziget (németül Müllerinsel) a Soroksári- avagy Ráckevei-Kis-Duna-ág egyik szigete Budapesten, amely Soroksárhoz tartozik, és melyet keletről Soroksár többi része, nyugatról Csepel, és a Csepel-sziget határolnak.

## Neve
Nevét arról az 50 vízimalomról kapta, amelyek a Dunán álltak, és a szigeten termesztett soroksári rozst lisztté őrölték. A sziget alacsony fekvése illetve a Duna szabályozatlansága miatt egy évben legalább egyszer a Molnár-sziget a megáradt folyó vize alá került. A soroksáriak csónakon szállították a soroksári ún. sváb rozskenyeret a fővárosba.

## Története
A történelem során Soroksárhoz illetve egy kis ideig Pesterzsébethez tartozó sziget erősen hozzájárult Soroksár és az akkori Soroksár-Puszta gazdasági fejlődéséhez.
A hajdani Gubacsi-sziget és a Gyáli-patak torkolata között elhelyezkedő sziget mérete a 19. században még sokkal kisebb volt. A 20. század elején a Ráckevei-Duna ág szabályozása következtében a jobbparti Csepel-Királyerdő és a balparti Soroksár terasza közé beékelődő 800 méter széles öblözetben hömpölygő egykori folyam medre a harmadára csökkent. Ez maradt a Duna-ág fővárosi szakaszának egyetlen szigete. Az iszappal való feltöltődése miatt a területe fokozatosan megnőtt.
Jelenleg közel ötszáz magántulajdonban lévő ingatlan található rajta, ebből 190 belterületi-üdülőövezeti, a többi mezőgazdasági-külterületi besorolású. A déli részén korábban egy napközis ifjúsági tábor működött. Az 1970-es években épült ki az elektromos áram-hálózat, a 2000-es években pedig a vezetékes gázszolgáltatás.

## Közlekedés
Egy 1961-ben készült kis vasbeton gerendahíd köti össze a soroksári szárazfölddel, előtte egy hosszú fahíd állt a helyén. A másik irányban a D14-es kompjárattal juthatunk át Csepelre.

## Külső hivatkozások
- Szávoszt-Vass Dániel - Eltűnt hajómalmok, eltűnő sziget – A soroksári Molnár-sziget története (Dunai Szigetek blog, 2011.12.26.)
- Szávoszt-Vass Dániel - A Molnár-sziget szelleme (Dunai Szigetek blog, 2019.02.02.)